# 黄元御
黄元御（1705年—1758年），名玉璐，字元御，一字坤载，号研农，别号玉楸子。山東昌邑人。清代医学家。
明代大臣黃福十一世孫。堂祖父黄运启中为顺治戊戌进士，官至兵部给事中。黄元御少负奇才，早年研习儒学，十五歲中秀才。雍正十二年（1734年），因用功過勤，突患眼疾，為庸医所误，造成左目失明。清代五官不正，不得为官。遂发愤学医，精研《内经》、《难经》、《伤寒论》等名著，然“渺视千古，毁谤前人”。其医术精湛，“所治危症有神效"。與諸城名醫臧枚吉並稱“南臧北黃”。乾隆十五年（1750年），因医术高超，乾隆帝亲题“妙悟岐黄”匾额，以示褒赏。乾隆十六年（1751年）二月，乾隆帝南巡，黄元御伴驾至杭州。乾隆二十三年（1758）九月十七日戌時，溘然長逝，時年五十四。

## 著作
- 《素灵微蕴》
- 《伤寒悬解》
- 《金匮悬解》
- 《四圣心源》
- 《长沙药解》
- 《四圣悬枢》
- 《伤寒说意》
- 《玉楸药解》
- 《素问悬解》
- 《灵枢悬解》
- 《难经悬解》
- 《道德悬解》
- 《周易悬象》